# 涙サプライズ!
『涙サプライズ!』（なみだサプライズ!）は、日本の女性アイドルグループ・AKB48の楽曲。楽曲は秋元康により作詞、井上ヨシマサにより作曲されている。2009年6月24日にAKB48のメジャー12作目のシングルとしてキングレコードから発売された。

## 背景とリリース
前作『10年桜』から約3か月半ぶりのリリースで、2009年のシングル第2弾。
井上ヨシマサによるシングル表題曲の作曲は「大声ダイヤモンド」、「10年桜」に引き続き3作連続。楽曲の間奏は「ハッピー・バースデー・トゥー・ユー」をアレンジしたものである。楽曲の選抜メンバーにはAKB48の他、その姉妹グループ・SKE48からも起用されている。楽曲のセンターポジションは前田敦子が務めた。
楽曲のシングル盤は「通常盤」と「劇場盤」の2種類があり、それぞれのレーベルはYou, Be Cool!/KING RECORDS、NEW KING RECORDS。「劇場盤」は、販路限定盤でサイト「キャラアニ」を通して発売された。「通常盤」には、楽曲のミュージック・ビデオや特典映像を収録したDVDが付属している。特典として、「通常盤」（初回プレス分のみ）には、次作『言い訳Maybe』の選抜メンバーを決めるイベント『AKB48 13thシングル 選抜総選挙「神様に誓ってガチです」』の投票シリアルナンバー1枚および全国握手会参加券（東京・名古屋・大阪・福岡・札幌）の計2種類、「劇場盤」には、握手会参加券（AKB48劇場・東京国際展示場）、劇場盤スペシャル公演イベント抽選観覧券、生写真1枚の計3種類が封入されている。
選抜メンバーの人数は前作と同じ20人で、初選抜は小森美果と仁藤萌乃の2人。小森はAKB48グループを通じて史上初の研究生からの選抜メンバーとなった（小森は7期生で、先に加入した6期生よりも早い選抜入り）。選抜復帰のメンバーはゼロで、前作の選抜メンバーのうち、2009年4月にグループを卒業した大島麻衣と、倉持明日香の2人を除く18人が全員引き続き選抜入りした。
CD発売に先駆け、2009年6月10日より「着うた」、6月17日より「着うたフル」と着信ムービーがレコチョクにおいて配信された。
キャッチコピーは「お誕生日に歌いたい歌がある」。
ダンスのフォーメーションは、チアリーディングのフォーメーション。
「通常盤」のジャケットの12人の選抜メンバーのイラストは、村上隆が手掛けた。また、ボーナス・トラックに収録されている、小野恵令奈のソロ曲「FIRST LOVE」のタイアップでも、コラボレーションをしている。CDなどに印字されている「涙サプライズ!」の文字は板野友美が書いた。
楽曲は2009年7月3日放送の『ミュージックステーション』で披露された。
発売日当日は、選抜メンバーの北原里英の18歳の誕生日でもあった。
同楽曲を作詞した秋元康は、2012年の誕生日の前日に、歌詞と同じように目隠しをされ、目隠しを外されたときにAKB48のメンバーの生歌によるサプライズで祝福された。

## アートワーク
| 通常盤 | 板野友美、大島優子、小野恵令奈、柏木由紀、小嶋陽菜、篠田麻里子、高橋みなみ、前田敦子、松井珠理奈、宮崎美穂、宮澤佐江、渡辺麻友 |
| 劇場盤 | 板野友美、大島優子、小野恵令奈、柏木由紀、小嶋陽菜、篠田麻里子、高橋みなみ、前田敦子、松井珠理奈、宮崎美穂、宮澤佐江、渡辺麻友 |

## チャート成績
『涙サプライズ!』のシングルCDは、2009年7月6日付のオリコン週間シングルチャートで2位を記録し、最高順位を更新。初動売上はグループ初の10万枚超を記録した。

## ミュージック・ビデオ
楽曲のミュージック・ビデオは、「桜の花びらたち2008」、「大声ダイヤモンド」、「10年桜」に続き、高橋栄樹が監督を務めている。また、伊藤英明が教師役として出演している。また、当曲の振付師を務めた牧野アンナや、森田繁範（PaniCrew）がダンサーとして出演している。撮影は、校舎内のシーンは尚美学園大学、体育館のシーンはつくば市桜総合体育館で行われた。舞台になっている学校は「大声ダイヤモンド」、「10年桜」と同じ松岡女子高等学校（架空の高校）の設定。

## メディアでの使用
楽曲は以下のメディアで使用された。
- 読売新聞『読売新聞×AKB48』「もっと、伝えたい。創刊135周年 読売新聞」CMソング
- 読売巨人軍創立75周年応援ソング
- 『伊集院光のしんばんぐみ』2009年6月度エンディング・テーマ
- CS『AKB48 ネ申テレビ』シーズン2 オープニング・テーマ
- テレビ東京系『週刊AKB』エンディング・テーマ

## シングル収録トラック
「通常盤」と「劇場盤」の2種類が存在するが、収録トラックは同一である。
「初日」は、スタジオアルバム『チームB 3rd Stage「パジャマドライブ」』収録のものとも、9thシングル『Baby! Baby! Baby!』として配信されているものと歌唱メンバーが異なるバージョン。
「涙サプライズ!」「初日」は、アルバム『神曲たち』に収録された。

### 通常盤
| #         | タイトル                            | 作詞      | 作曲         | 編曲           | 時間  |
| --------- | ----------------------------------- | --------- | ------------ | -------------- | ----- |
| 1.        | 「涙サプライズ!」                   | 秋元康    | 井上ヨシマサ | 井上ヨシマサ   | 4:40  |
| 2.        | 「初日」(team B)                    | 秋元康    | 岡田実音     | 市川裕一       | 3:50  |
| 3.        | 「FIRST LOVE」(小野恵令奈)          | 秋元康    | 梅原晃       | 野中“まさ”雄一 | 4:47  |
| 4.        | 「涙サプライズ!（off vocal ver.）」 |           | 井上ヨシマサ | 井上ヨシマサ   | 4:41  |
| 合計時間: | 合計時間:                           | 合計時間: | 合計時間:    | 合計時間:      | 18:01 |

| #  | タイトル           | 作詞 | 作曲・編曲 | 監督     |
| -- | ------------------ | ---- | ---------- | -------- |
| 1. | 「涙サプライズ!」  |      |            | 高橋栄樹 |
| 2. | 「メイキング映像」 |      |            |          |
| 3. | 「特典映像」       |      |            |          |

### 劇場盤
| #         | タイトル                            | 作詞      | 作曲         | 編曲           | 時間  |
| --------- | ----------------------------------- | --------- | ------------ | -------------- | ----- |
| 1.        | 「涙サプライズ!」                   | 秋元康    | 井上ヨシマサ | 井上ヨシマサ   | 4:40  |
| 2.        | 「初日」(team B)                    | 秋元康    | 岡田実音     | 市川裕一       | 3:50  |
| 3.        | 「FIRST LOVE」(小野恵令奈)          | 秋元康    | 梅原晃       | 野中“まさ”雄一 | 4:47  |
| 4.        | 「涙サプライズ!（off vocal ver.）」 |           | 井上ヨシマサ | 井上ヨシマサ   | 4:41  |
| 合計時間: | 合計時間:                           | 合計時間: | 合計時間:    | 合計時間:      | 18:01 |

## 選抜メンバー
- 板野友美
- 大島優子
- 小野恵令奈
- 河西智美
- 柏木由紀
- 北原里英
- 小嶋陽菜
- 小森美果
- 指原莉乃
- 篠田麻里子
- 高橋みなみ
- 仁藤萌乃
- 藤江れいな
- 前田敦子
- 松井珠理奈 [注釈 4]
- 松井玲奈 [注釈 4]
- 峯岸みなみ
- 宮崎美穂
- 宮澤佐江
- 渡辺麻友

## 収録アルバム
- 神曲たち
- 0と1の間